# لبانة القنطار
لبانة القنطار هي أول مغنية أوبرالية سورية.

## حياتها
مواليد دمشق، تنحدر من عائلة لها روابط وثيقة مع الموسيقى العربية الكلاسيكية، فقرابتها العائلية بأسطورة الغناء العربي آمال الأطرش (أسمهان) وأخيها فريد الأطرش كانت لها الدور الكبير في مسيرتها الفنية وفي رسم طموحها لتحذو حذوهما وتشق لها طريقا خاصا بها.
احترفت الغناء الأوبرالي وأحرزت نجاحا منقطع النظير كأول مغنية أوبرالية في وطنها سوريا. ونالت العديد من الجوائز العالمية كالمركز الخامس في مسابقة الملكة إليزابيث عام 2000. وكان لها ظهور مكثف في عواصم أوروبية عديدة: بلجيكا، ألمانيا، فرنسا، هولندا، الدنمارك وإنجلترا.

## البداية
منذ طفولتها كانت لبانة القنطار قادرة على غناء أصعب المقطوعات والقصائد الغنائية لعمالقة المؤلفين. وكانت فترة صباها الأولى غنية بمشاركات فنية عديدة عبر مهرجانات غنائية في داخل سوريا وخارجها.
عام 1996 اقترح عميد المعهد الأستاذ الراحل صلحي الوادي اسمها لتشارك في مسابقة للغناء الأوبرالي تقام في بلغراد، وعنها تقول : «لم يكن النجاح في بالي أثناء المسابقة، لأن احتكاكنا بالأوبرا كفن لا يزال قليلاً، وخلال مراحل المسابقة الثلاث كنت أتوقع خروجي دائماً، وفي الوقت نفسه أشعر بالمسؤولية أكبر عندما أتقدم إلى المرحلة التالية». في مسابقة بلغراد حصلت على الجائزة الرابعة عالمياً، كما حصلت على الجائزة الأولى في تصويت الجمهور، ولم تكن قد تخرجت بعد من المعهد العالي للموسيقى في دمشق.
بعد النجاح الأول عادت لبانة القنطار إلى سوريا لتحصل على دبلوم في الغناء الأوبرالي من المعهد العالي، ثم حصلت على منحة من الحكومة الهولندية، للسفر ودراسة الغناء الأوبرالي في معهد ماسترخت بهولندا، هناك لمست أستاذتها تميزاً في خامة صوتها، إضافةً إلى حضورها القوي على المسرح، فرشحت اسمها إلى مسابقة الملكة إليزابيت للغناء، وهي مسابقة تقام كل 5 سنوات، هذه المسابقة ستغير حياتها وتزيدها ثقةً بنفسها؛ ففيها قدمت 30 قطعة من مختلف المدارس الموسيقية العالمية من الليدر والأوبرا والباروك والغناء الحديث، وعندما طلب منها أن تؤدي أغنية من تراث المكان الذي تنتمي إليه، غنت (يا طيور) للراحلة أسمهان ومن ألحان محمد القصبجي.

## مسيرتها
بعد جولات موسيقية عديدة وإقامة طويلة في أوروبا، عادت لبانة القنطار إلى سوريا لتترأس قسم الغناء الأوبرالي في المعهد العالي للموسيقا بدمشق، وعملت على تأسيس قسم الغناء العربي الكلاسيكي الذي اعتبر تأسيسه حدثا وطنيا لكونه وللمرة الأولى يُدرس الغناء العربي في أكاديمية متخصصة بفنون هذا الغناء وأساليبه وتقنياته.
أسست فرقة الغناء العربي التي كان أعضاؤها من طلابها في المعهد العالي للموسيقا، وقد قدموا تحت إشرافها العديد من الحفلات الناجحة في بلدان الشرق الأوسط.
شاركت القنطار في أهم مهرجانات الغناء العربي، من بينها مهرجان الأغنية العربية في القاهرة (دار الأوبرا)، مهرجان قطر للموسيقى العربية، “مهرجان موسيقات” للغناء الشعبي والفلكلور في تونس، و”مهرجان المرأة تغني” في دمشق بدار الأوبرا، على مدى سنتين متواصلتين. وشاركت في “مؤتمر الموسيقى العربية (مبدعات)” في تونس للتحدث عن تجربتها الفريدة كأول مغنية عربية أتقنت الغناء الأوبرالي والغناء العربي، وتعتبر من الرائدات في عالم الموسيقى الأكاديمي العربي.
كما قدمت العديد من الحفلات الغنائية في الولايات المتحدة الأميركية بـ”معهد الدراسات الشرق أوسطية”، في واشنطن، حيث قدمت أمسية عرضت فيها مجموعة من الموشحات الأندلسية والقدود والأغاني الفلكلورية السورية، بـ”مسرح لينكولن”، في واشنطن، و”الكينيدي سنتر” المسرح العريق. ودعيت للغناء على “مسرح متحف الآغا خان” في تورونتو/ كندا في عمل موسيقي تحت عنوان “من سوريا مع الحب”.
واشتهرت في العديد من الحفلات على مسرح “الكينيدي سنتر”، والتي مزجت فيها الغناء العربي مع الغناء الأوبرالي في مجموعة أعمال سورية ومصرية وعربية. وشاركت مؤخرا في الحفل السنوي لجامعة الدول العربية في واشنطن.
وقد دعيت القنطار لتقديم حفل غنائي في “مكتبة الكونغرس”، في مشاركة هامة للتعريف بالغناء التقليدي التراثي السوري، بالتعاون مع قسم الدراسات الشرق أوسطية.
كان لها دور بارز في العمل المسرحي المهم الذي قدم على مسرح شكسبير العريق في العاصمة واشنطن (سالومي) من إخراج يائيل فاربر، وقُدِّم العمل نفسه (سالومي) على المسرح الوطني البريطاني في لندن لمدة ثلاثة أشهر ومن خلاله قدمت الفنانة مزيجا من الغناء التعبيري مازجة الغناء العربي التراثي مع الغناء الأوبرالي بحوارية أغنت المشاهد التمثيلية للعمل المسرحي.
ومن أهم الأعمال التي قدمتها كان “ميوزيكال أم كلثوم” الذي قدمت فيه حياة أم كلثوم على شكل مسرحية غنائية، وقامت القنطار بتجسيد شخصية أم كلثوم وذلك على أحد أهم مسارح إنجلترا (بالاديوم).
وهي مستقرة، حاليا، في العاصمة الأميركية واشنطن حيث كرّست معظم جهودها وحفلاتها الغنائية لمساعدة اللاجئين السوريين وللأعمال الخيرية، وفي هذا السياق عملت مع المنظمة غير الربحية “فري سوريا” (Free Syria) التي تساعد اللاجئين في كافة المجلات، كتعليم اللغة الإنجليزية من خلال دورات منتظمة، والفنانة ناشطة أيضا إلى جانب عملها الموسيقي في تمثيل اللاجئين في مؤتمرات دولية ومناقشات لشرح أوضاعهم والتحديات التي تواجههم في بلدان اللجوء، كما أنها عضو في أوركسترا اللاجئين العالمية، واشتركت معهم في حفلات عديدة أهمها في نيويورك وشيكاغو.